# أحمد أبو رغيف
أحمد طه هاشم أبو رغيف ضابط عراقي برتبة فريق أول حقوقي، وكيل وزير الداخلية لشؤون الاستخبارات (سنة 2008)، ووكيل لشؤون الاستخبارات والتحقيقات الاتحادية في وزارة الداخلية منذ 23 كانون الثاني سنة 2021، حتى 29 تشرين الثاني سنة 2022، ورئيس اللجنة العليا للتحقيق بقضايا الفساد الكبرى والجرائم الاستثنائية منذ تشكيلها يوم 27 آب سنة 2020،

## حياته
خريج كلية الشرطة وحاصل على شهادات البكلوريوس والماجستير والدكتوراه في القانون، عُيّنَ في عدة مناصب أمنية، فكان وكيل المساعد لشؤون الاستخبارات ومعاون مدير شرطة بغداد ومعاون قائد شرطة بغداد ومعاون مدير شؤون الداخلية ومدير شؤون الداخلية والوكيل المساعد لمدير وكالة الاستخبارات، أُحيلَ إلى التقاعد يوم 1 كانون الأول سنة 2014، ثم أُعيدَ إلى الخدمة يوم 26 تشرين الأول سنة 2016، وذُكرَ في البيان «تقرر قبول مباشرة الفريق المتقاعد احمد طه هاشم أبو رغيف في الخدمة وإبقائه فيها على ملاك قسم شؤون الضباط لحين اكمال سن الـ50، على ان لا يترتب على ذلك أي تبعات مالية سابقة». وفي يوم 14 تموز سنة 2021، أعلنَت حكومة مصطفى الكاظمي عن ترقية أحمد أبو رغيف إلى رتبة فريق أول، بكتاب رسمي يُنفَّذ اعتباراً من تاريخ (1 تموز 2021)، لأغراض الراتب، ومن تاريخ (14 تموز 2021)، لأغراض القِدَم.

## لجنة الامر الديواني رقم (29) لسنة 2020
هي لجنة شُكلت في آب 2020، حيث أعلن رئيس الوزراء العراقي مصطفى الكاظمي، تشكيل لجنة تحقيق عليا بملفات الفساد الكبرى والجرائم الجنائية، وهي لجنة تحقيقية عليا مرتبطة بمكتب القائد العام للقوات المسلحة والغرض منها التحقيق في قضايا الفساد الكبرى والجرائم الجنائية.

## نقد لجنة الامر الديوان 29
ألغت المحكمة الاتحادية العليا في العراق لجنة "ابو رغيف" وقررت عدم صحة الامر الديواني نقل موقع قناة الحرة عن واشنطن بوست في يوم 21 كانون الأول سنة 2022 أنها قالت "إن تحقيقا أجرته واستمر تسعة أشهر، كشف أن حملة مكافحة الفساد التي نفذتها حكومة رئيس الوزراء العراقي السابق مصطفى الكاظمي استخدمت أساليب غير إنسانية، بينها انتهاكات جنسية، لانتزاع اعترافات من مسؤولين كبار ورجال أعمال"

### رد الكاظمي
قال مصطفى الكاظمي في بيان نُشر يوم 28 كانون الأول سنة 2022 ذكر فيه أنه شكّلَ لجنة مكافحة الفساد تلبية للمطالب الشعبية وأن اللجنة عملت بشكل رسمي وفق قرارا القضاء ولم يصدر أي قرار اعتقال إلا بأمر القاضي المختص وكذلك الأحكام الصادرة، .

### الاحالة على التقاعد
بأمر من وزير الداخلية العراقي عبد الامير الشمري تمت احالة احمد ابو رغيف للتقاعد مع 8 ضباط اخرين وذلك لمخالفتهم أحكام القانون بحسب الوزارة. واحالتهم للقضاء العراقي بتهمة تعذيب المعتقلين.